# Остин, Патти
Па́тти О́стин (англ. Patti Austin; род. 10 августа 1950, Гарлем, Нью-Йорк, США) — американская певица в стилях джаз, фанк, соул, ритм-н-блюз и госпел, обладательница премии «Грэмми» в номинации «лучший джазовый вокал» за альбом Avant Gershwin (2008).

## Биография

### Детство и юность
Патти Остин родилась в 1950 году в Нью-Йорке в семье тромбониста Гордона и Эдны Остин. Вокальный дебют состоялся в возрасте 4 лет, когда её вывела на сцену нью-йоркского театра «Аполло» Дина Вашингтон, с которой дружили родители Остин. Вашингтон, а также Куинси Джонс считаются крёстными родителями Патти Остин на её творческом пути. С детства она участвовала в различных телешоу, в том числе в программе Сэмми Дэвиса-младшего, выступала в театре (мюзиклы Lost in the Stars и Finian’s Rainbow).
В возрасте 9 лет стала участницей концертной труппы Куинси Джонса и совершила своё первое турне по Европе. В 16 лет Патти выступала в качестве бэк-вокалистки у Гарри Белафонте, спустя год подписала контракт с Coral Records и начала записываться как солистка.

### Профессиональная деятельность
Первым «золотым» синглом Патти Остин стала композиция «Family Tree», записанная в 1969 году на студии United Artists. В начале 1970-х Остин записывала джинглы для американского радио и телевидения, сотрудничала с Майклом Джексоном (альбом Off the Wall, песня «It’s the Falling in Love»), Джорджем Бенсоном (песня «Moody’s Mood for Love»), работала бэк-вокалисткой Джо Кокера, Роберты Флэк, Пола Саймона, Билли Джоэла, Хьюстона Пёрсона, Энджелы Бофилл и других.
В скором времени, под влиянием Куинси Джонса, Патти Остин увлеклась джазом и блюзом; при записи последующих альбомов, помимо песен собственного сочинения, Остин включала в пластинки также композиции признанных мастеров ритм-н-блюза (что особенно прослеживается в альбоме 1977 года Havana Candy).
Остин, однако, не ограничивала себя рамками музыкальных жанров и в 1980 году в качестве сессионной певицы приняла участие в записи композиций для трёх совершенно разных коллективов: Steely Dan (фьюжн, фри-джаз); The Marshall Tucker Band (рок, госпел, южное буги); The Blues Brothers (ритм-н-блюз). Все перечисленные записи оказались успешными как для авторов, так и для самой Остин.
В 1981 году Патти Остин возобновила работу с Куинси Джонсом и записала композиции «Razzamatazz», «Ai No Corrida» (кавер-версия на песню Кенни Янга) и «Betcha Wouldn’t Hurt Me», которые вошли в альбом The Dude, получивший в итоге три премии «Грэмми».

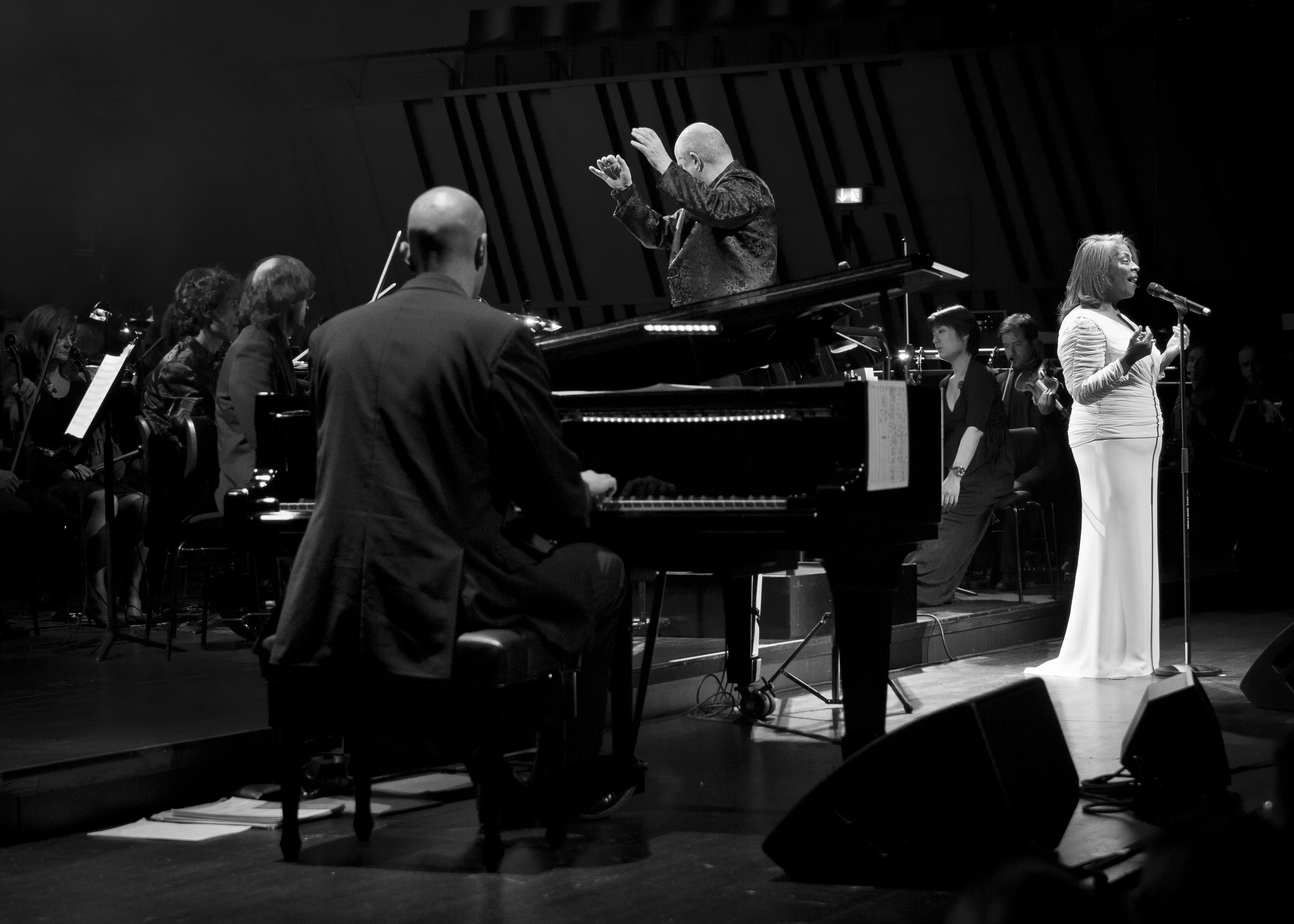
Патти Остин и Национальный джазовый оркестр. Люксембург, 2012

В 1983 году песня в исполнении дуэта Патти Остин и Джеймса Ингрэма «Baby Come tо Me» стала центральной музыкальной темой в телесериале «Главный госпиталь», а сингл с этой песней возглавил хит-парад США (в Великобритании занял 11-е место). Ещё одна композиция, которую Остин исполняла дуэтом с Ингрэмом, «How Do You Keep the Music Playing?», сочинённая Мишелем Леграном, использовалась в фильме «Лучшие друзья» и была выдвинута на премию «Оскар». Помимо этого, Патти Остин также исполняла заглавные темы для таких фильмов, как «Хорошая пара» (песня «It’s Gonna Be Special»), 1983, и «Ширли Валентайн» (песня «The Girl Who Used to Be Me»), 1989.
Одной из самых заметных пластинок Патти Остин считается сборник 1988 года The Real Me, в который вошли стандарты популярной музыки XX века, включая «How Long?» арт-рок группы Ace и «Mood Indigo» Дюка Эллингтона. Следующую сольную пластинку Остин 1990 года продюсировал известный джазовый пианист, композитор и аранжировщик Дэйв Грузин, однако материал альбома был отнюдь не джазовый. В 1991 году Патти Остин в дуэте с Джонни Мэтисом выпустила сингл «You Who Brought Me Love», заслуживший положительные отзывы, а в 1992 году певица выступала вместе с одним из самых популярных оркестров Америки Hollywood Bowl Orchestra, с которым записала первый концертный альбом, посвящённый Джорджу Гершвину.
В 2000-х Остин много времени посвящала трибьютам и кавер-версиям песен Эллы Фицджеральд и композиций Джорджа Гершвина. Последний, в частности, принёс ей долгожданную награду «Грэмми» в номинации «Лучший вокальный джазовый альбом» за пластинку Avant Gershwin (2008).
В 2010 году Патти Остин вошла в число 70 исполнителей, записавших совместно благотворительный сингл «We Are the World 25 for Haiti» для сбора помощи жертвам, пострадавшим при землетрясении на Гаити.

### Личная жизнь
С начала 1990-х Патти Остин страдала от избыточного веса (и как следствие — астмы и диабета), возникала серьёзная угроза инсульта, но певица справилась с проблемой, решившись на шунтирование желудка в 2004 году, в результате чего сбросила 60 килограмм (140 фунтов).

## Дискография

### Студийные альбомы
| Год                                                                 | Альбом                     | Высшие позиции в чартах | Высшие позиции в чартах | Высшие позиции в чартах | Высшие позиции в чартах | Лейбл                          |
| Год                                                                 | Альбом                     | США                     | США R&B                 | США Джаз                | Великобритания          | Лейбл                          |
| ------------------------------------------------------------------- | -------------------------- | ----------------------- | ----------------------- | ----------------------- | ----------------------- | ------------------------------ |
| 1976                                                                | End of a Rainbow           | —                       | —                       | 31                      | —                       | CTI                            |
| 1977                                                                | Havana Candy               | 116                     | —                       | —                       | —                       | CTI                            |
| 1980                                                                | Body Language              | —                       | 62                      | 28                      | —                       | CTI                            |
| 1981                                                                | Every Home Should Have One | 36                      | 16                      | 9                       | 99                      | Qwest                          |
| 1984                                                                | Patti Austin               | 87                      | —                       | —                       | —                       | Qwest                          |
| 1985                                                                | Gettin’ Away with Murder   | 182                     | 25                      | —                       | —                       | Qwest                          |
| 1988                                                                | The Real Me                | —                       | 56                      | 7                       | —                       | Qwest                          |
| 1990                                                                | Love Is Gonna Getcha       | 93                      | 45                      | 4                       | —                       | GRP                            |
| 1991                                                                | Carry On                   | —                       | 75                      | 13                      | —                       | GRP                            |
| 1994                                                                | That Secret Place          | —                       | —                       | 12                      | —                       | GRP                            |
| 1996                                                                | Jukebox Dreams (Япония)    | —                       | —                       | —                       | —                       | Pony Canyon                    |
| 1998                                                                | In & Out Of Love           | —                       | —                       | —                       | —                       | Concord Records                |
| 1999                                                                | Street of Dreams           | —                       | —                       | —                       | —                       | Intersound / Platinum          |
| 2001                                                                | On the Way to Love         | —                       | —                       | 21                      | —                       | Warner Bros.                   |
| 2002                                                                | For Ella                   | —                       | —                       | 7                       | —                       | Playboy Jazz / Concord Records |
| 2007                                                                | Avant Gershwin             | —                       | —                       | 5                       | —                       | Rendezvous                     |
| 2011                                                                | Sound Advice               |                         |                         | 15                      | —                       | Shanachie Records              |
| «—» альбом не попал в чарты или не был выпущен на территории страны |                            |                         |                         |                         |                         |                                |

### Концертные альбомы
| Год                                                                 | Альбом                  | Высшие позиции в чартах | Высшие позиции в чартах | Высшие позиции в чартах | Высшие позиции в чартах | Лейбл |
| Год                                                                 | Альбом                  | США                     | США R&B                 | США Джаз                | Великобритания          | Лейбл |
| ------------------------------------------------------------------- | ----------------------- | ----------------------- | ----------------------- | ----------------------- | ----------------------- | ----- |
| 1979                                                                | Live at the Bottom Line | —                       | —                       | 33                      | —                       | CTI   |
| 1992                                                                | Live                    | —                       | —                       | 20                      | —                       | GRP   |
| «—» альбом не попал в чарты или не был выпущен на территории страны |                         |                         |                         |                         |                         |       |

### Синглы
| Год                        | Сингл                                | Высшая позиция | Высшая позиция | Высшая позиция | Высшая позиция | Альбом                      |
| Год                        | Сингл                                | США R&B        | США Hot 100    | США A.C.       | США Dance      | Альбом                      |
| -------------------------- | ------------------------------------ | -------------- | -------------- | -------------- | -------------- | --------------------------- |
| 1969                       | «The Family Tree»                    | 45             | —              | —              | —              | —                           |
| 1977                       | «Say You Love Me»                    | 63             | —              | —              | —              | End of a Rainbow            |
| 1978                       | «Love, I Never Had It So Good»       | 60             | —              | —              | —              | Sounds…And Stuff Like That! |
| 1978                       | «We’re in Love»                      | 90             | —              | —              | —              | Havana Candy                |
| 1980                       | «Body Language»                      | 45             | —              | —              | —              | Body Language               |
| 1980                       | «Do You Love Me» / «The Genie»       | 24             | —              | —              | 1              | Every Home Should Have One  |
| 1981                       | «Razzamatazz»                        | 17             | —              | —              | —              | Quincy Jones: The Dude      |
| 1981                       | «Betcha Wouldn’t Hurt Me»            |                | —              | —              | —              | Quincy Jones: The Dude      |
| 1982                       | «Every Home Should Have One»         | 55             | 62             | 24             | —              | Every Home Should Have One  |
| 1982                       | «Baby, Come to Me»                   | 9              | 1              | 1              | —              | Every Home Should Have One  |
| 1983                       | «How Do You Keep the Music Playing?» | 6              | 45             | 5              | —              | Duets                       |
| 1983                       | «In My Life»                         | 92             | —              | —              | —              | In My Life                  |
| 1984                       | «It’s Gonna Be Special»              | 15             | 82             | —              | 5              | Patti Austin                |
| 1984                       | «Rhythm of the Street»               | —              | —              | —              | 11             | Patti Austin                |
| 1984                       | «Shoot the Moon»                     | 49             | —              | —              | 16             | Patti Austin                |
| 1985                       | «Honey for the Bees»                 | 24             | —              | —              | 6              | Gettin’ Away with Murder    |
| 1985                       | «Gettin’ Away with Murder»           | 72             | —              | —              | —              | Gettin’ Away with Murder    |
| 1986                       | «The Heat of Heat»                   | 13             | 55             | —              | 14             | Gettin’ Away with Murder    |
| 1990                       | «Through the Test of Time»           | 60             | —              | 9              | —              | Love Is Gonna Get Cha       |
| 1991                       | «Givin’ into Love»                   | 55             | —              | —              | —              | Carry On                    |
| 1994                       | «Reach»                              | —              | —              | —              | 4              | That Secret Place           |
| «—» сингл не попал в чарты |                                      |                |                |                |                |                             |

## Комментарии
1. ↑  В некоторых источниках до сих пор указывается дата «1948 год». История была придумана самой Остин, чтобы формально увеличить возраст и не подпадать под действие закона о детском труде[1].